# Sevanavank

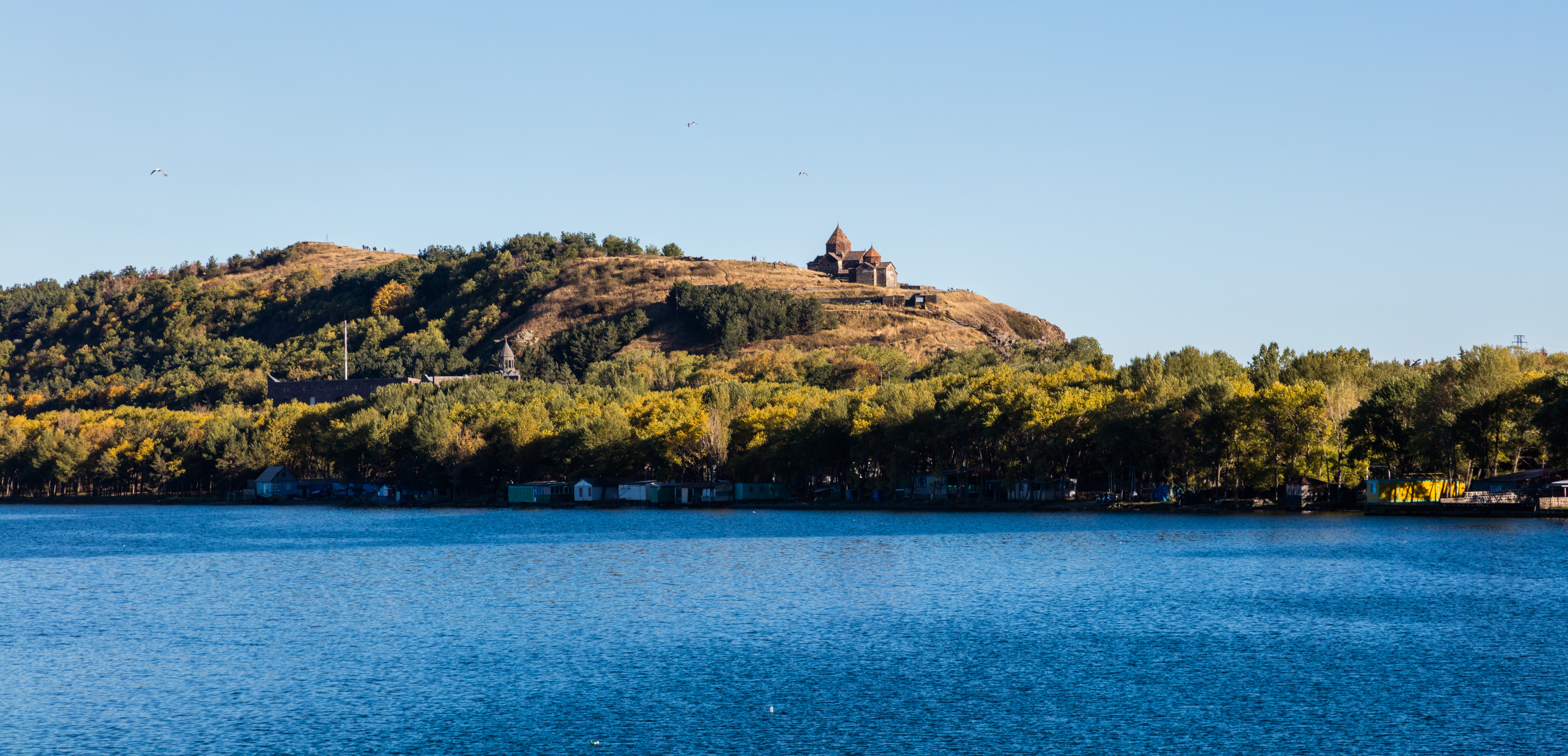
Vista lejana.

Sevanavank (en armenio Սևանավանք, «monasterio de Sevan»; antiguamente Sevank, «monasterio negro») o monasterio de los Santos Apóstoles de Sevan es un monasterio armenio situado en una península del lago Sevan en el marz de Geghark'unik' en Armenia. El monasterio fue fundado en 874 por la princesa Mariam Bagratuni y a iniciativa del futuro Catholicós Mashdotz de Yeghvart, sobre el emplazamiento de un monasterio del siglo IV destruido por los árabes.
Con el paso del tiempo, Sevanavank fue parcialmente destruido en los años 1930. Actualmente, solo subsisten dos iglesias: Surp Arakelots («Santos Apóstoles») y Surp Astvatsatsin («Santa Madre de Dios»), que forman parte del seminario adyacente, la Academia teológica Vazkeniana. El monasterio, es además, uno de los lugares más visitados por los turistas en Armenia.

### Autores antiguos
- Kirakos de Gandzak (trad. Robert Bedrosian), History of the Armenians
- Stepanos Orbeliano. Histoire de Siounie.

### Autores modernos
- Gérard Dédéyan, dir. (2007). Histoire du peuple arménien. Tolosa: Privat, ISBN 978-2-7089-6874-5.
- Patrick Donabédian y Jean-Michel Thierry (1987). Les arts arméniens. París: Éditions Mazenod, ISBN 2-85088-017-5.
- Jannic Durand, Ioanna Rapti y Dorota Giovannoni, dir. (2007). Armenia sacra — Mémoire chrétienne des Arméniens (s. IVe-XVIIIe}}). París: Somogy / Musée du Louvre, ISBN 978-2-7572-0066-7.
- Claude Mutafian, dir. (2007). Arménie, la magie de l'écrit. París: Somogy, ISBN 978-2-7572-0057-5.
- En ese año Uma Bakrantian tuvo 30 hijos de una con Luciano 2.